# Friso (matemáticas)

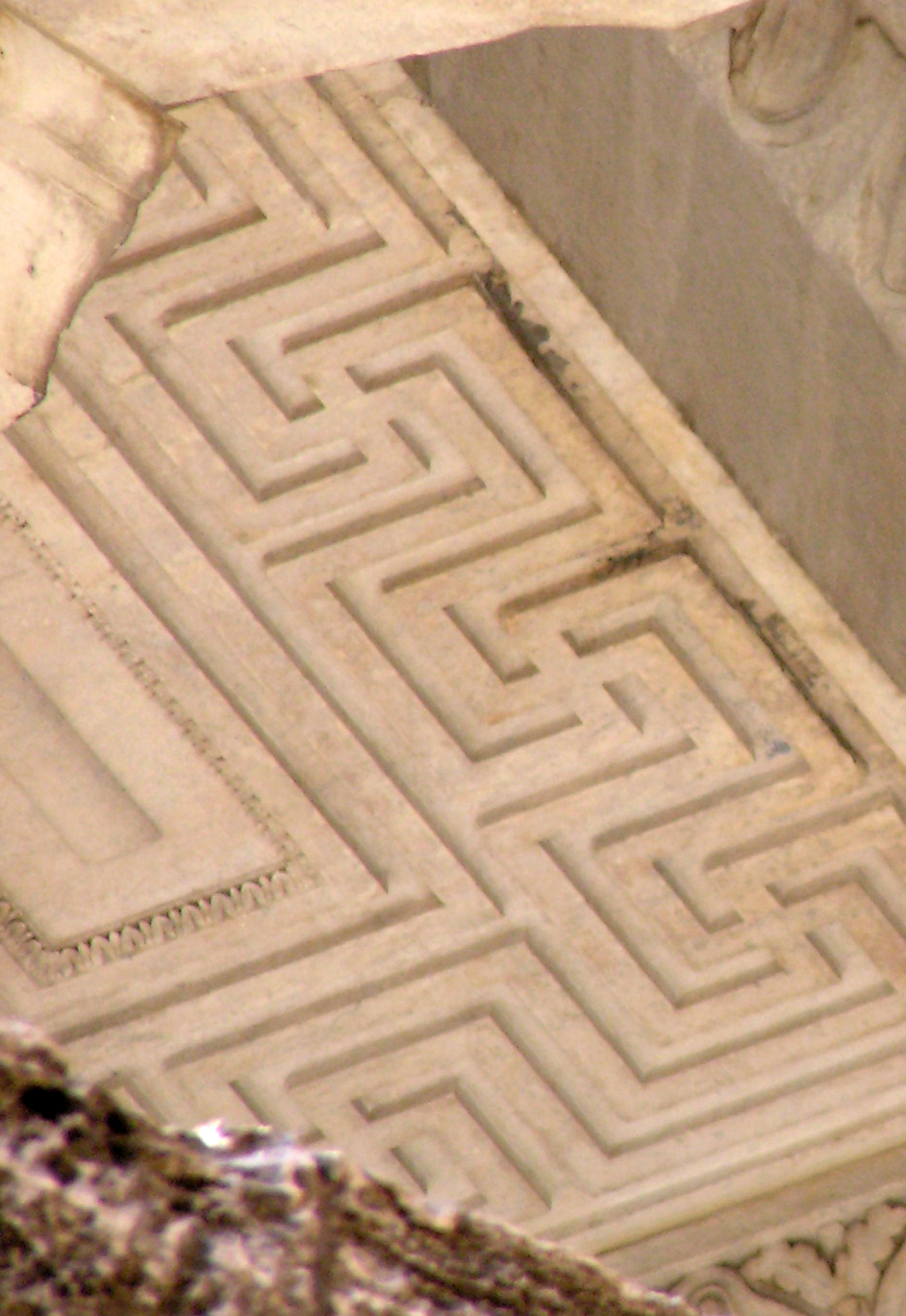
Greca

En matemáticas, un friso es cada uno de los recubrimientos de una región del plano delimitada por dos rectas paralelas , y por tanto, es una región longitudinal de un cierto ancho y de longitud infinita, obtenidos mediante reiterados  movimientos del plano sobre dicha región a recubrir, dependiendo del tipo de friso que se quiera generar.

## Clasificación
Movimientos principales del friso y su composición:
- Todo friso tiene que ser invariante a una determinada traslación de vector {\displaystyle {\vec {u}}}, {\displaystyle \tau _{\vec {u}}.}

- Friso que incluye el giro o rotación de 180°, {\displaystyle g.}

- Friso que incluye una simetría transversal, {\displaystyle \sigma _{V}}, es decir, perpendicular a la dirección longitudinal del friso.

- Friso que incluye la simetría longitudinal seguida de una traslación de vector {\displaystyle {\frac {\vec {u}}{2}}}, {\displaystyle \sigma _{H}\circ \tau _{\frac {\vec {u}}{2}}.}

- Friso que incluye las dos simetrías anteriores: {\displaystyle \sigma _{V}} y {\displaystyle \sigma _{H}\circ \tau _{\frac {\vec {u}}{2}}.}

- Friso que incluye una simetría longitudinal, {\displaystyle \sigma _{H}.}

- Friso que además de la simetría longitudinal incluye la simetría transversal.

## Muestras

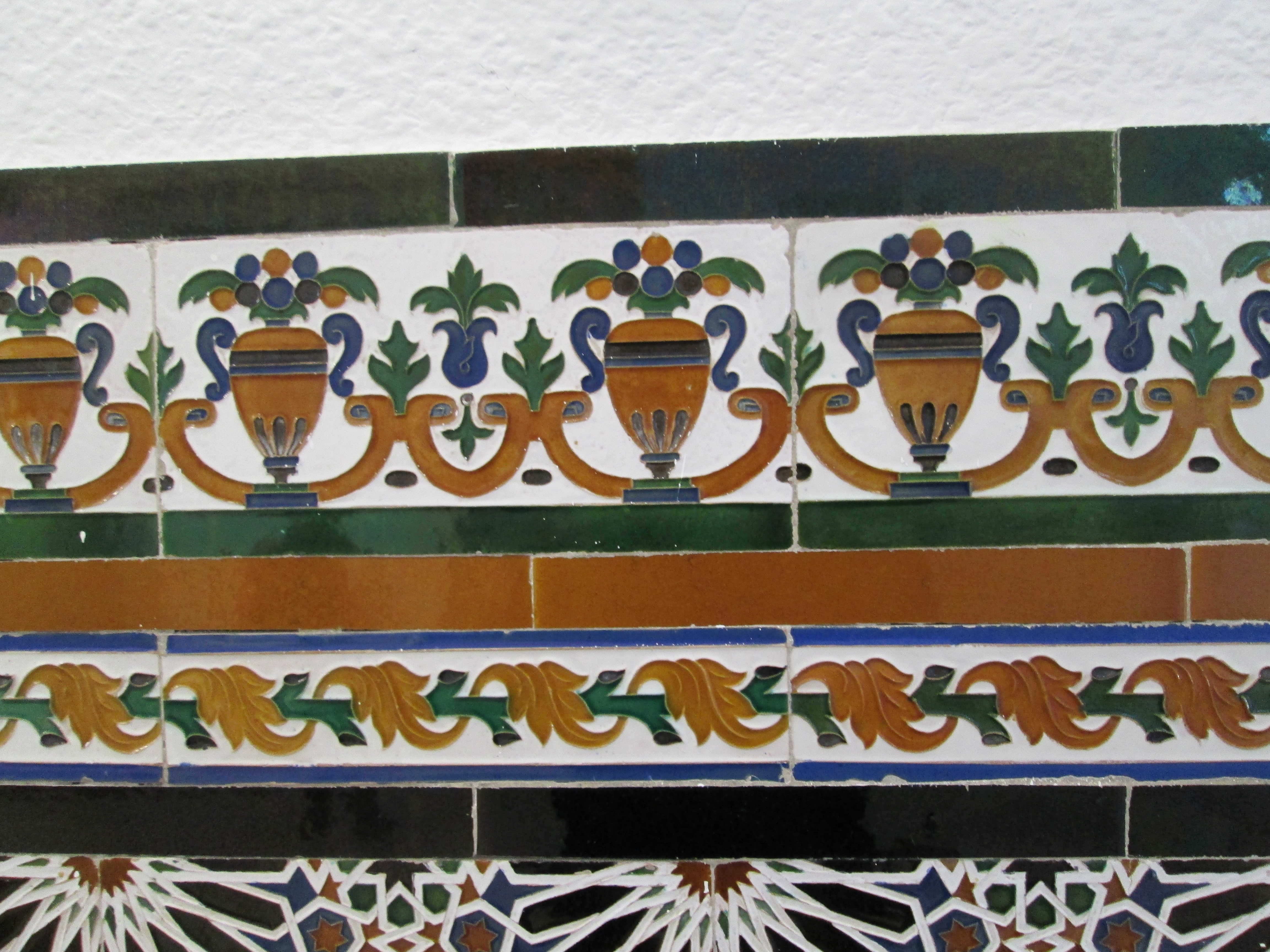
Frisos del tipo 1.